# Ellen Kürti
Ellen Kürti bzw. Kürty (anhörenⓘ, auch Erzsi Kürthy und Alice Pickford; * 23. Juli 1902 als Erzsébet Klein in Heves, Österreich-Ungarn; † 4. April 1966 in Genua, Italien) war eine ungarische Schauspielerin beim heimischen und deutschen Stummfilm.

## Leben und Wirken
Die Tochter des Malermeisters Armin Klein und seiner Frau Rosa, geb. Adler, kam in einer kinderreichen Familie zur Welt. Nach ihrer schulischen Ausbildung nahm sie Tanz- und Bühnenunterricht bei Emília Nirschy und debütierte 1920 unter dem Pseudonym Alice Pickford im ungarischen Film A levágott kéz. 1922 zog sie von Budapest nach München und setzte ihre Filmlaufbahn – nunmehr als Ellen Kürti – in der Weimarer Republik fort. In den folgenden vier Jahren spielte sie eine Reihe von tragenden Nebenrollen und Hauptrollen in bayerischen Produktionen, unter anderem an der Seite des Filmdebütanten Heinz Rühmann (in dem Melodram Das deutsche Mutterherz). 1927 ging Ellen Kürti nach Berlin, wo sie bis zum Ende der Stummfilmära Hauptrollen in überwiegend minder bedeutenden Produktionen – Ausnahme: Richard Oswalds ambitionierte Polit-Inszenierung Feme – erhielt. Bereits 1928, nach einer winzigen Rolle in einem Henny-Porten-Film, beendete sie ihre Karriere und verschwand aus dem Blickfeld der Öffentlichkeit.
1929 heiratete sie den norwegisch-italienischen Großindustriellen und Kunstsammler Willy Mowinckel und zog in die ligurische Hauptstadt Genua. Während des Zweiten Weltkriegs wurde sie mit ihrem Mann und den beiden gemeinsamen Kindern nach San Carlo di Cese im Genoveser Stadtteil Pegli evakuiert. Obwohl Ellen Kürti gemäß nationalsozialistischer Definition als Jüdin galt, konnte sie nach der deutschen Besetzung Italiens 1943 aufgrund ihrer Ehe mit Mowinckel der ansonsten drohenden Verhaftung und Deportation entgehen. Nach Kriegsende kehrte sie mit ihrer Familie nach Genua zurück und lebte zeitweise im Palazzo Interiano Pallavicino. In ihrer Freizeit widmete sie sich Musik, Tanz und Reisen und spielte u. a. Akkordeon. Seit 1957 verwitwet, starb Ellen Kürti 1966 in ihrer italienischen Wahlheimat.

## Filmografie
- 1920: A levágott kéz
- 1921: Veszélyben a pokol
- 1921: Galathea
- 1922: Zwischen Liebe und Macht
- 1922: Um Liebe und Thron
- 1923: Pique Ass
- 1923: Das Wirtshaus im Spessart
- 1923: Zwischen Flammen und Bestien
- 1923: Mädchen, die man nicht heiratet
- 1923: Das rollende Schicksal
- 1924: Sklaven der Liebe
- 1925: Hochstapler wider Willen
- 1925: Frauen, die nicht lieben dürfen
- 1926: Die Fürstin der Riviera
- 1926: Das deutsche Mutterherz
- 1926: Die Liebe der Bajadere
- 1926: Der fesche Erzherzog
- 1927: Erinnerungen einer Nonne
- 1927: Hotelratten
- 1927: Die Königin des Varietés
- 1927: Das Spielzeug schöner Frauen
- 1927: Ein Tag der Rosen im August … da hat die Garde fortgemußt
- 1927: Feme
- 1927: Die Ehe einer Nacht. Die Laune einer mondänen Frau
- 1928: Tragödie im Zirkus Royal
- 1928: Liebe und Diebe